# Čuolviháluvláássáš
Čuolviháluvláássáš är en ö i Finland. Den ligger i sjön Sammuttijärvi och i kommunen Enare i den ekonomiska regionen Norra Lappland och landskapet Lappland, i den norra delen av landet, 1 000 km norr om huvudstaden Helsingfors. Öns area är omkring 950 kvadratmeter och dess största längd är 50 meter i sydväst-nordöstlig riktning.